# Zippelhaus
Das Zippelhaus war ein historisches Gebäude in der Hamburger Altstadt. Es ist zugleich der Name der Straße, die heute an dem ursprünglichen Standort verläuft.

## Geschichte

### Altes Zippelhaus

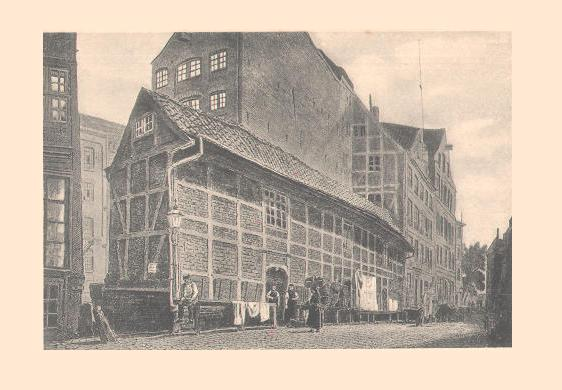
Zippelhaus (1888)

Das Gebäude wurde 1535 in unmittelbarer Nähe zur St. Katharinen-Kirche erbaut, einem der damals vier Kirchspiele Hamburgs. Die Stadt Hamburg überließ den Gemüsehändlerinnen aus Bardowick 1604 gegen eine geringe Miete das Zippelhaus „auf ewige Zeiten“. Diese Gemüsehändlerinnen nutzten das Gebäude als Verkaufslokal und Warenlager. Außerdem übernachteten auch viele Bardowicker Gemüsemädchen im Haus, die auf diese Weise die mühsame Pendelei zwischen ihrem Heimatort und ihrer Arbeitsstätte vermieden. Die Benennung des Zippelhauses folgte einem der wichtigsten Produkte: der Zippel, dem plattdeutschen Wort für Zwiebel.
Das Gebäude war ein schmaler, einstöckiger Fachwerkbau, der an der Straßenseite über horizontal angebrachte Fensterläden aus Holz verfügte. Die Fensterläden konnten heruntergeklappt und zum Verkauf der Waren genutzt werden. Die auf dem Wasserweg herangeschafften Waren konnten auf einem eigens hierfür vorgesehenen Landungsplatz am Zollkanal gelöscht und ins Zippelhaus transportiert werden. Das alte Gebäude musste 1674 nach 139 Jahren Bestand wegen Baufälligkeit durch einen Neubau ersetzt werden. Wegen Straßenbaumaßnahmen wurde nach weiteren 214 Jahren auch dieses Gebäude 1888 abgerissen. Die Bardowicker Gemüsehändlerinnen, die das Zippelhaus ursprünglich auf ewige Zeiten angemietet hatten, verzichteten zuvor auf ihr Mietrecht. In Bardowick bildete sich daraufhin 1889 eine Interessengemeinschaft Zippelhaus, die ein Lagerhaus in der Deichstraße 27 erwarb, das später auch als Bardowicker Speicher bezeichnet wurde. Noch heute erinnert eine Gedenktafel daran.

### Heutige Bebauung an der Straße Zippelhaus
Am ursprünglichen Ort des Zippelhauses verläuft heute am Zollkanal gegenüber der Speicherstadt die Straße Zippelhaus, die ihren Namen zu Ehren des historischen Gebäudes trägt. Dort befinden sich heute eine Reihe von Häusern aus dem späten 19. Jahrhundert.
Am Zippelhaus 1–2 steht der Katharinenhof (ehemaliges Frachtenhaus). Der Ursprungsbau aus den Jahren 1890/91 stammt von Hinrich Fittschen. 1991 bis 1993 wurde das im Zweiten Weltkrieg teilzerstörte Haus rekonstruiert und baulich ergänzt.
Am Zippelhaus 3 steht das 1890/1891 nach Plänen Carl Elvers’ für den Verleger F.W. Rademacher erbaute Wohn- und Geschäftshaus Haus Rademacher. Der mehrstöckige Bau ist an seiner Neo-Renaissance-Fassade unter anderem mit zwei Figurenhermen im ersten Obergeschoss bestückt: Alois Senefelder, den Erfinder der Lithografie, und Johann Gutenberg, den Erfinder des Buchdrucks. Die Figuren weisen auf die Bestimmung des Gebäudes als Druck- und Verlagshaus hin. Das Gebäude gilt als Beispiel für die Vorläufer des eigentlichen Kontorhauses. Es bestand zwar noch die alte Nutzungsmischung von Wohnen und Arbeiten des Bürgerhauses, jedoch waren sowohl Laden- und Kontorbetreiber als auch Bewohner bereits voneinander unabhängige Mieter.
Nach Nordosten schließen sich das Transporthaus (Zippelhaus 4), der ehemalige Nobelshof (Zippelhaus 5) und die Häuser Zippelhaus 6 und 7 an, die alle aus der gleichen Bauperiode stammen.

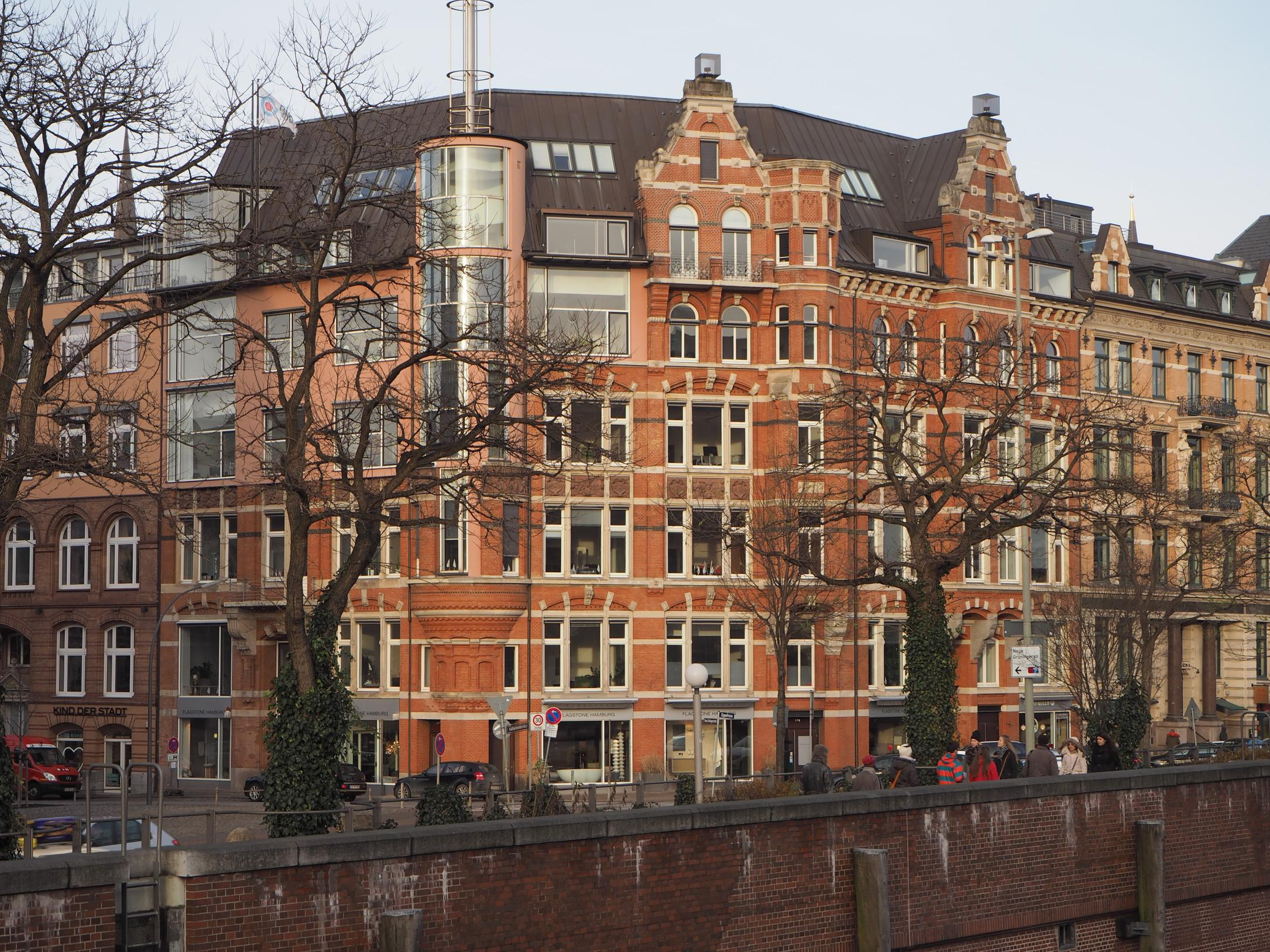
Katharinenhof Zippelhaus 1–2 Baujahr 1890/91
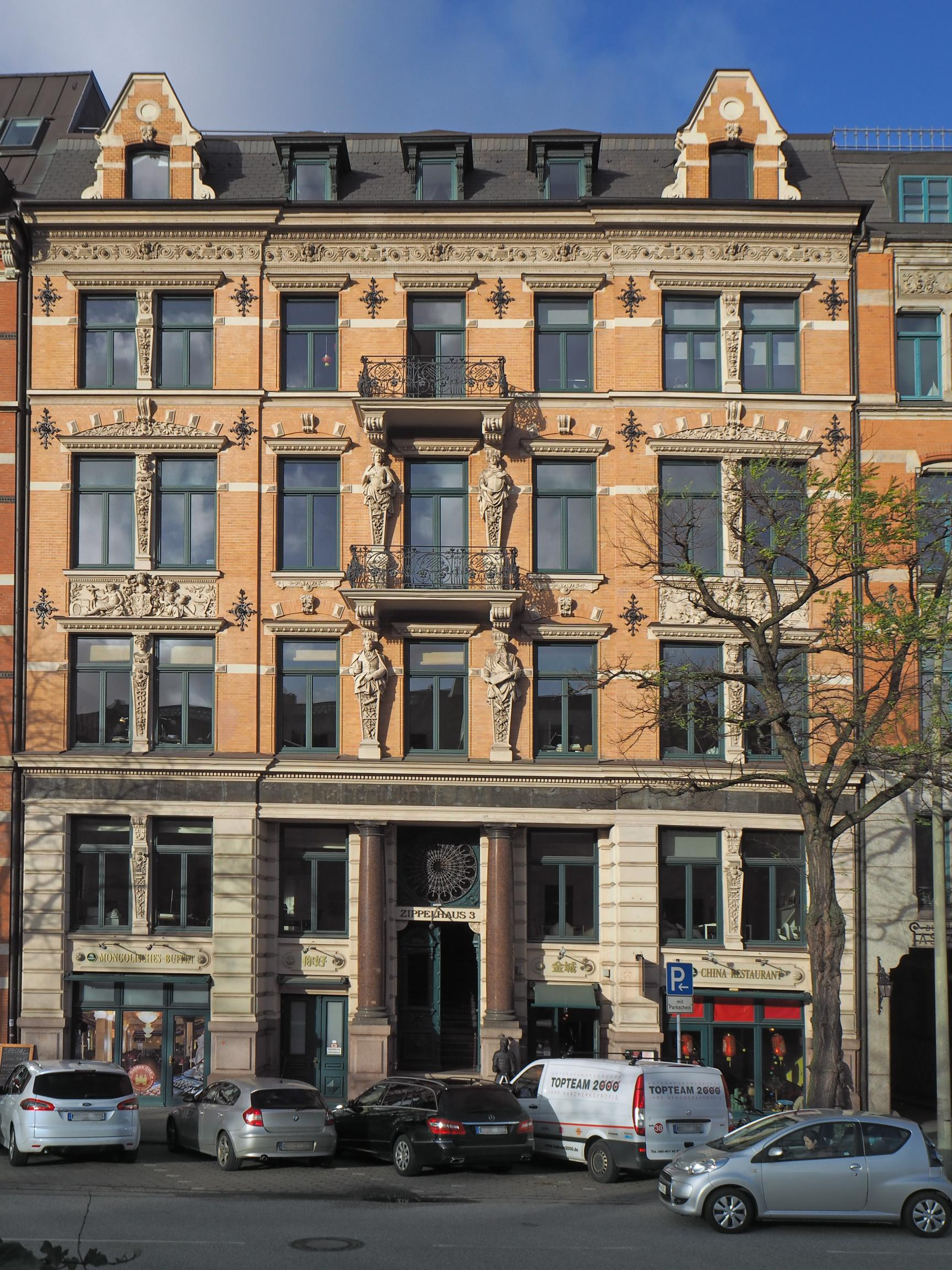
Haus Rademacher Zippelhaus 3 Baujahr 1890/91
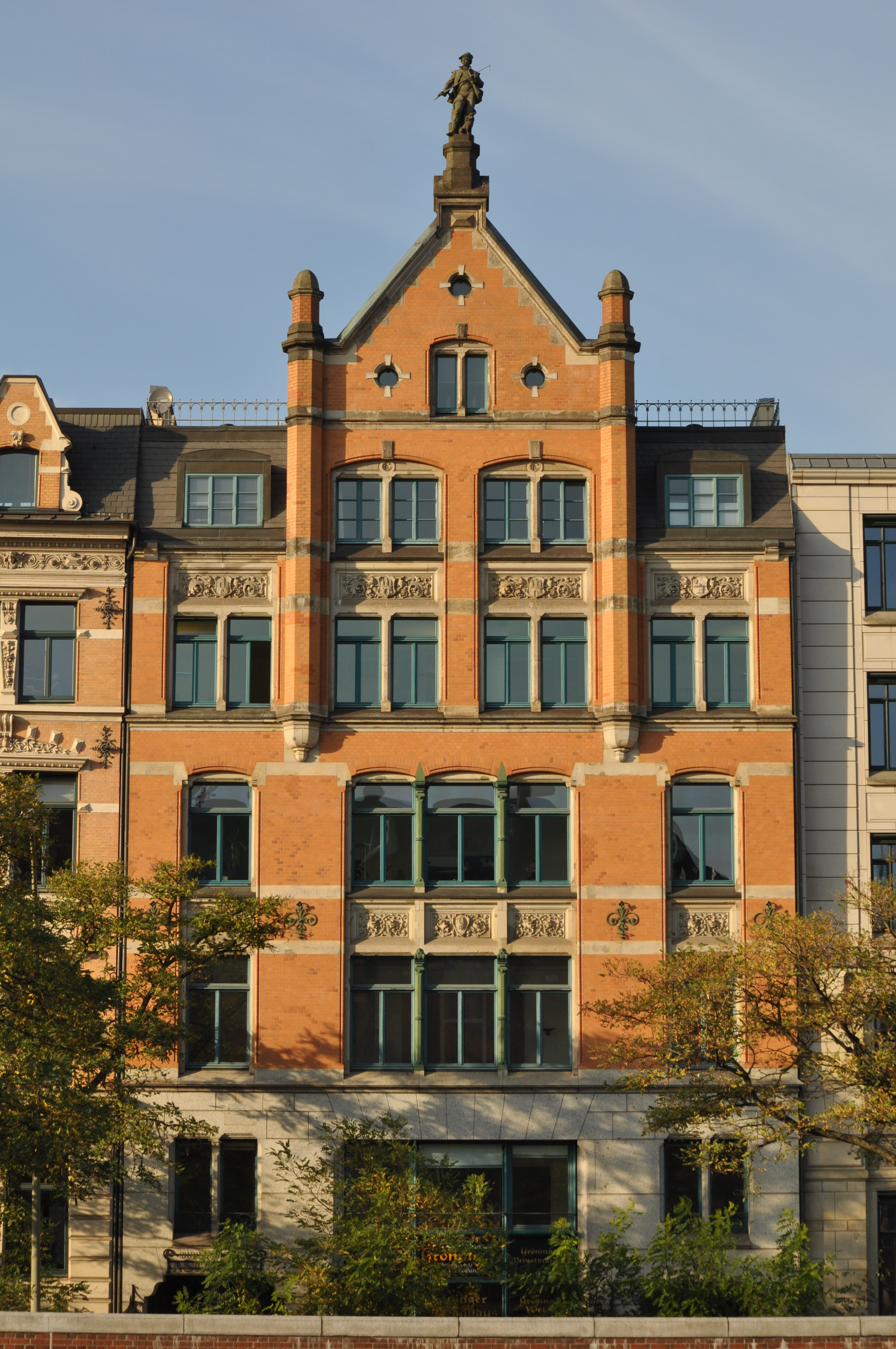
Transporthaus Zippelhaus 4 Baujahr 1894
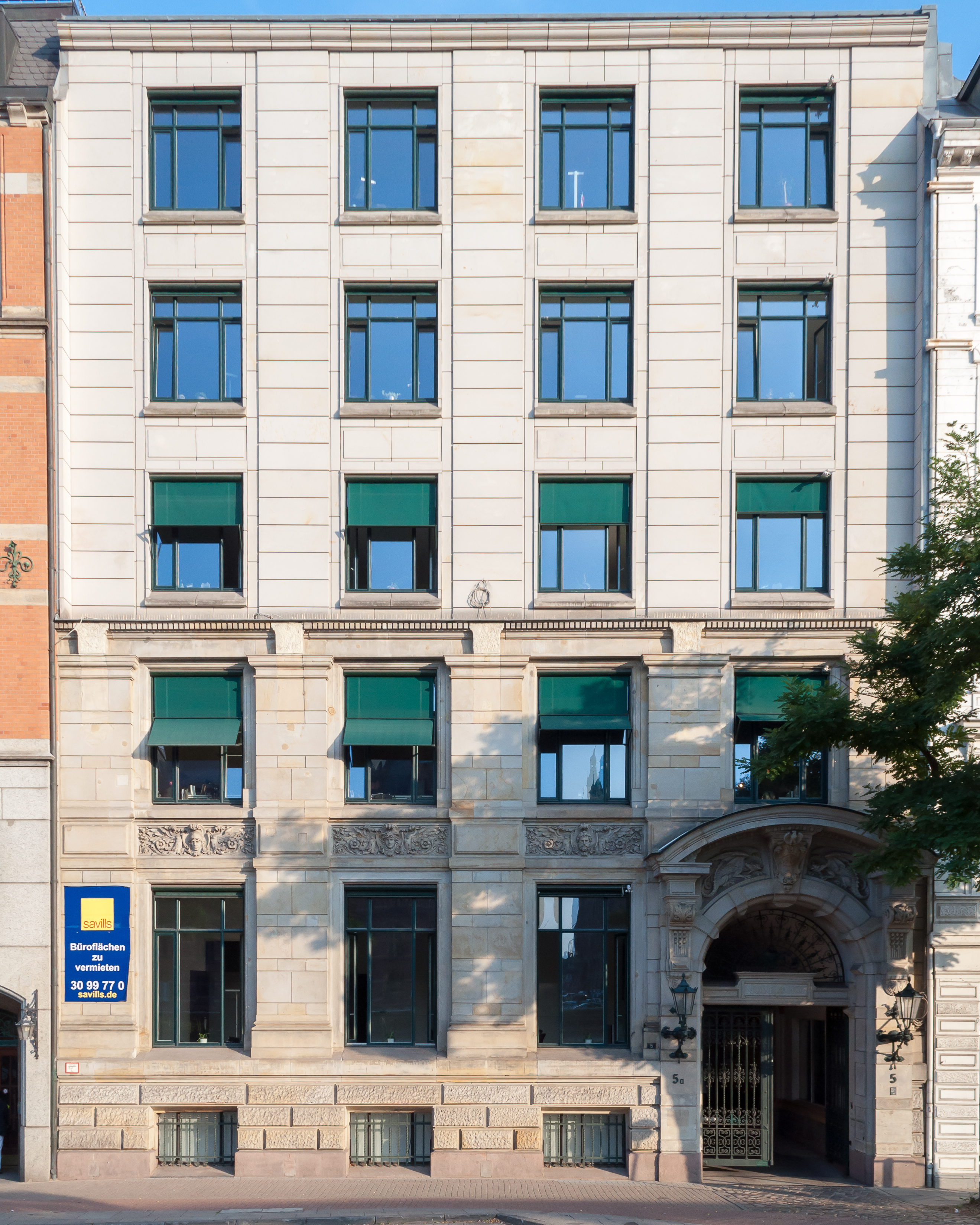
Ehem. Nobelshof Zippelhaus 5 Baujahr 1894/95
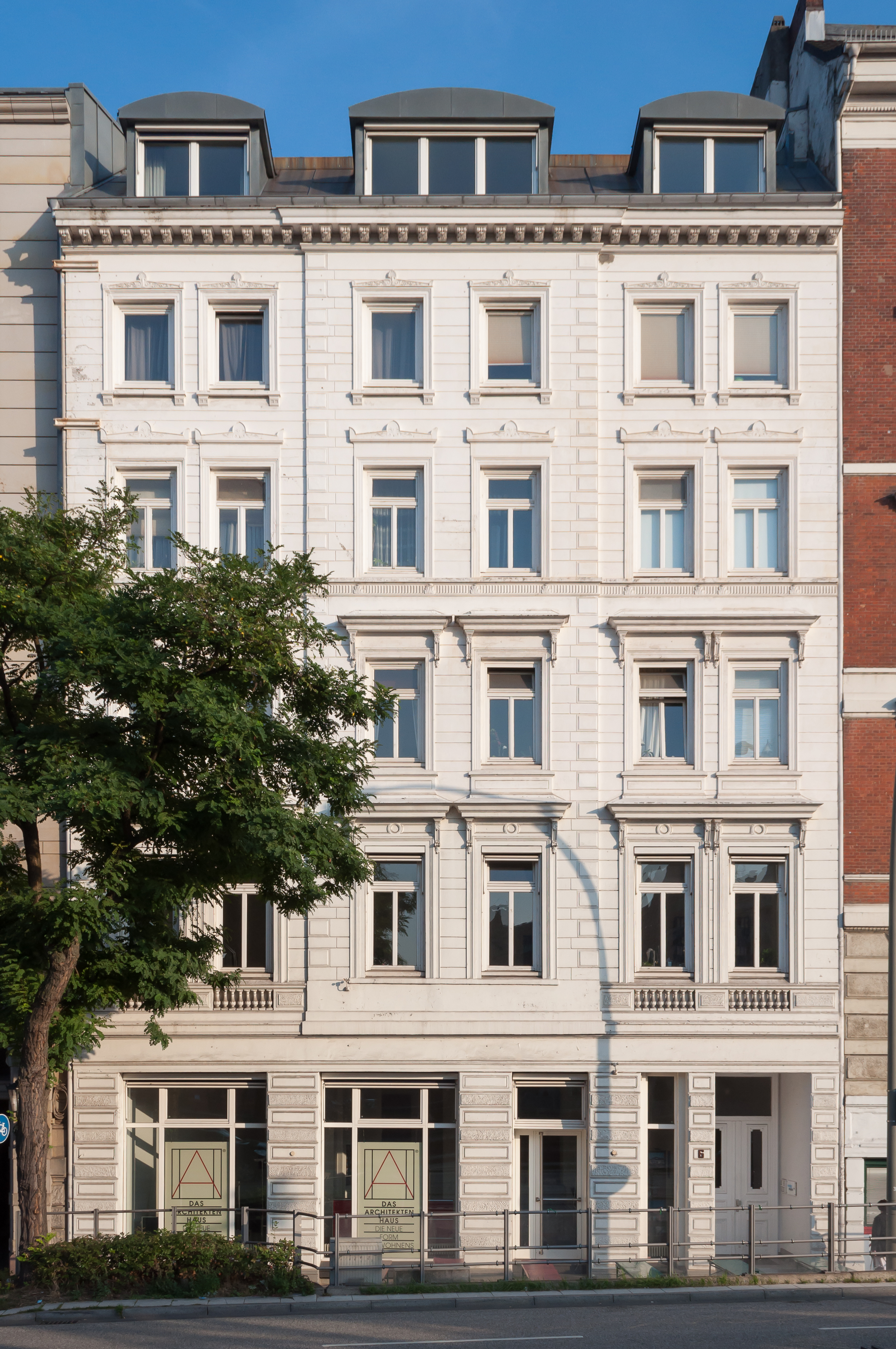
Zippelhaus 6 Baujahr 1876
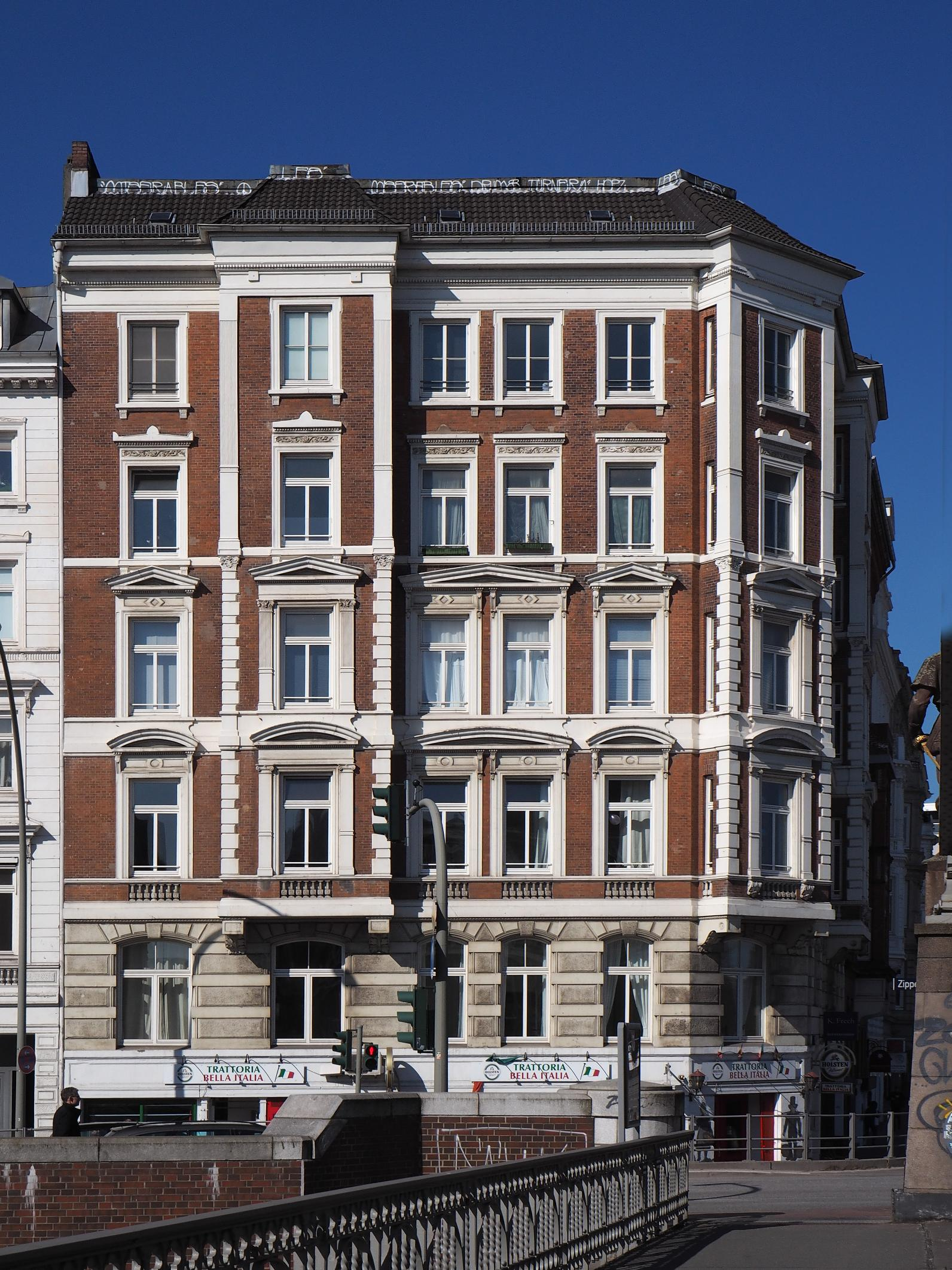
Eckhaus Zippelhaus-Brandstwiete